# Виходець Володимир Васильович
Володимир Васильович Виходець — солдат Збройних Сил України, учасник російсько-української війни.

## Життєпис
Народився у селі Мефедівка Середино-Будського району (нині — у складі Зноб-Новгородської територіальної громади Шосткинського району) Сумської області. До російсько-української війни проживав у селищі Вороніж неподалік Шостки.
Загинув 8 березня 2022 року під час виконання бойових завдань у ході російського вторгнення в Україну в лютому-березні 2022 року. 
Похований 9 березня 2022 року у селищі Вороніж Шосткинського району на Сумщині.

## Родина
Дружина, донька Анастасія (нар. 2017).

## Нагороди
- орден «За мужність» III ступеня (2022, посмертно) — за особисту мужність і самовіддані дії, виявлені у захисті державного суверенітету та територіальної цілісності України, вірність військовій присязі.